# Gräfenberg
 For alternative betydninger, se Ernst Gräfenberg.
Gräfenberg er en by i Landkreis Forchheim (Regierungsbezirk Oberfranken) og administrationsby for Verwaltungsgemeinschaft Gräfenberg.

## Geografi
Gräfenberg ligger i den sydlige ende af Fränkische Schweiz og nord for Nürnberg ved B 2, der tidligere var en vigtig rute for salthandlen. Byen er mod øst og nordvest afgrænset af to store stenbrud.
Nabokommuner er (med uret fra nord):
Egloffstein, Obertrubach, Hiltpoltstein, Simmelsdorf, Weißenohe, Igensdorf, Neunkirchen am Brand, Kunreuth, Leutenbach,

### Landsbyer og bebyggelser
| - Gräfenberg - Gräfenbergerhüll - Guttenburg - Dörnhof - Haidhof - Höfles - Hohenschwärz - Kasberg - Lilling | - Lillinger Höhe - Neusles - Rangen - Schlichenreuth - Sollenberg - Thuisbrunn - Walkersbrunn |